# NGC 5243
NGC 5243 ist eine 13,3 mag helle Spiralgalaxie vom Hubble-Typ Sbc im Sternbild Jagdhunde am Nordsternhimmel. Sie ist schätzungsweise 191 Millionen Lichtjahre von der Milchstraße entfernt und hat einen Durchmesser von etwa 85.000 Lichtjahren.
Das Objekt  wurde am 17. März 1787 von Wilhelm Herschel  mit einem 18,7-Zoll-Spiegelteleskop entdeckt, der sie dabei mit „cF, E nearly in the parallel, resolvable, 0.75′ long“ beschrieb.